# Перлі Тан
Перлі Тан Кун Ле (малай. Pearly Tan Koong Le, кит. трад.: 陳康樂; піньїнь: Chén Kānglè; певедзі: Tân Khong-lo̍k; нар. 14 березня 2000) — малайзійська бадмінтоністка. На літніх Олімпійських іграх 2024 року вона разом з Тхіною Муралітхаран уперше в історії серед малайзійських бадмінтоністок вийшли до півфіналу жіночому парному розряді. На Іграх Співдружності 2022 року Тан і Муралітхаран стали чемпіонами в парному жіночому розряді та у змішаному парному розряді.
Тан і її тогочасна партнерка То І Вей стали срібними призерами парних змагань серед дівчат на юнацькому чемпіонаті Азії та чемпіонаті світу серед юніорів у 2018 році. Після короткого часу партнерства з Тео Мей Сін і Лім Чів Сін, у 2019 році Тан виграла свій перший титул серед дорослих спортсменів на турнірі Malaysia International 2019 року разом зі своєю теперішньою (станом на серпень 2024 року) партнеркою Тхіною Муралітхаран.

## Спортивна кар'єра
У 2021 році Перлі Тан разом із своєю партнеркою Тхіною Муралітхаран здобули свій перший титул переможця у Світовому турі BWF на турнірі Swiss Open. У 2022 році Тан і Муралітхаран стали переможцями відкритого чемпіонаті Франції, ставши першою в історії малайзійською жіночою парою, яка здобула цей титул.
У 2023 році Тан встановила новий світовий рекорд із швидкості польоту волана в бадмінтоні серед жінок з показником 438 кілометрів на годину. Вона перша бадмінтоністка, яка досягла такої швидкості польоту волана.
Тан і Муралітхаран стали першою в історії малайзійською жіночою парою в бадмінтоні, яка пройшла до півфіналу Олімпійських ігор на літніх Олімпійських іграх 2024 року в Парижі. Посідаючи на той час 13-те місце у світі за рейтингом, вони потрапили до групи з китайським дуетом Чень Цинчень і Цзя Іфань, японською парою Маю Мацумото і Вакана Наґахара, та дуетом з Індонезії Апріяні Рахаю і Сіті Фадія Сілва Рамадганті, які займали 1-е, 6-те та 9-те місця у світі за рейтингом відповідно. Успішно вийшовши з групового етапу з результатом 2–1, вони перемогли на той час сьому пару в світовому рейтингу Кім Со Йон і Кон Хі Йон з Південної Кореї, проте у півфіналі знову поступилися китайським спортсменкам Чень Цинчень і Цзя Іфань, а в матчі за третє місце малайзійки поступилися японському дуету Намі Мацуяма і Тіхару Сіда.

## Особисте життя
Перлі Тан народилася в Алор-Сетарі в Кедаху в родині Тан Чай Лін та тренера з бадмінтону Тан Сен Хоу. Її батько керує бадмінтонним клубом «Alor Setar Racquet Club», у якому розпочали займатися члени бадмінної збірної країни Лі Цзі Цзя та Джекі Кок.